# Swanhild
Swanhild je ženské křestní jméno germánského původu. Je odvozeno ze dvou germánských (starosaských, anglosaských a starohornoněmeckých) slov swan '"'pták", mužská labuť (swanr) a hild "boj", "bránit".

## Známé nositelky
- Swanhilde z Ungarmarku
- Swanachild, bavorská kněžna, která se stala manželkou Charlese Martela (688–741)
- 'Swanhild, manželka či konkubína krále Haralda Fairhaira Norského (850–933) a matka králů Bjorna Farmanna z Vestfoldu a Olafa Haraldssona Geirstadalfa z Vingulmarku
- Swanehilde Saská (945–1014), dcera Hermanna Billunga, markraběte Saského a manželka Thietmara, markraběte z Meissenu
- Swanhild, abatyše z Herfordského opatství v Sasku (1051–2076)
- Swanhilda z Eguisheimu, (1025–10150), předek mnoha evropských královských rodin

- Swanhild Sponberg, norská házenkářka

## Umění a literatura
- Swanhildr, dcera Sigurda a Gudrún v severské mytologii
- Swanhild, postava ve hře Komedie lásky Henrika Ibsena (1890)
- Swanhilde, hrdinka v baletu Coppélia (1870)
- Swanhild, postava v knize Eric Brighteyes H. Ridera Haggarda (1890)
- Swanhilde, postava v opeře Hulda Césara Francka (1894)